# Astrid Schröder
Astrid Schröder (* 1962 in Wilhelmshaven) ist eine deutsche Malerin und Grafikerin.

## Leben
Astrid Schröder ist in Landshut aufgewachsen. Von 1980 bis 1984 besuchte sie die Staatliche Akademie für das Grafische Gewerbe in München und arbeitete nach ihrer Ausbildung als Grafikerin für Werbeagenturen in Regensburg, Landshut und München, bevor sie 1991 ein Studium der freien Malerei und Grafik an der Akademie der Bildenden Künste München aufnahm. An der Münchner Akademie erhielt sie 1993 das Salzburgstipendium der Bayerischen Staatsregierung mit einem Arbeitsaufenthalt an der Internationalen Sommerakademie Salzburg, an der sie sich in die Klasse von Jim Dine einschrieb. 1995 wurde sie Meisterschülerin von Jürgen Reipka und schloss das Studium 1999 mit Diplom in München ab.
Seit 2005 ist Schröder Mitglied der Neuen Gruppe, Haus der Kunst München.
Astrid Schröder war mit  dem Objektkünstler, Maler und Grafiker Peter Dorn († 2024) verheiratet  und arbeitet als freischaffende Künstlerin in Regensburg.

## Preise und Stipendien
- 1995 Julius F. Neumüller Stipendium, Regensburg.
- 1995 Virginia Center for the Creative Arts (USA), Internationales Stipendium Oberpfälzer Künstlerhaus „Artist in Residence“, Schwandorf.
- 1998 Debütantenförderung der Bayerischen Staatsregierung für Künstler und Publizisten.
- 1999 Schloss Plüschow (Mecklenburg-Vorpommern), Stipendium Oberpfälzer Künstlerhaus, Schwandorf.
- 1999 Kulturförderpreis der Stadt Regensburg.

## Ausstellungen (Auswahl)
- 1997 bis 2010: Regelmäßige Teilnahme an der Großen Kunstausstellung, Haus der Kunst München.

- 1997: 3 × Junge Kunst, Debütantenpreis, Kunst- und Gewerbeverein Regensburg e.V.
- 2001: Astrid Schröder: Zeichnen gegen die genormte Zeit, Städtische Galerie im Leeren Beutel / Museen der Stadt Regensburg.
- 2002: Aktuelle Arbeiten (gemeinsam mit Jochen Niessen), Galerie Jahn / Landshut.[1]
- 2004: Junge Münchner Kunst, Galerie Walter Storms / München.
- 2005: Oberpfälzer Künstlerhaus (Kebbel-Villa), Schwandorf.
- 2006: Astrid Schröder – polychrome Linienbilder, Bischöfliches Diözesanmuseum – Kunstsammlungen des Bistums Regensburg, Regensburg.
- 2008, 2010: Große Kunstausstellung NRW, Museum Kunstpalast im Ehrenhof Düsseldorf.
- 2009: „Unterwegs“ mit der Neuen Gruppe München: Goethe-Institut München, Städtische Galerie Ettlingen und Kunstvilla Bad Godesberg. 2010: „Unterwegs“ mit der Neuen Gruppe München: Städtische Galerie Budapest (HUN) und Muzeul Tarii Crisurilor (Museum des Kreischgebiets) in Oradea (RO).
- 2010: Peterskirche Erfurt anlässlich des 17. Kolloquiums im Forum Konkrete Kunst Erfurt.
- 2017: Astrid Schröder: Ordnung und Zufall / Position R6. Städtische Galerie im Leeren Beutel / Museen der Stadt Regensburg.
- 2018: Malerei und Arbeiten auf Papier. Kunstverein Landshut[2] (gemeinsam mit Peter Dorn).
- 2019: Notationen. Alter Schlachthof Stadt Straubing[3] (gemeinsam mit Peter Dorn).
- 2020: Wasserbilder. Kunsthalle Wilhelmshaven (gemeinsam mit David Borgmann, Rainer Fetting, Thomas Hartmann, Katrin Roeber).[4]
- 2025: Affordable Art Fair Brussels, Galerie r8m, Köln

## Kunst am Bau (Auswahl)
- 2004: „45 000“, Keimfarbe und Dispersionsfarbe auf Wandputz, 2,58 × 8,60 m, Schwurgerichtssaal im Landgericht Regensburg.[5]

- 2014: „Energiefeld“, Keimfarbe und Dispersionsfarbe auf Wandputz, 2,30 × 7,00 m, Hörsaalgebäude der Technischen Fachhochschule in Deggendorf. Schröder erhielt für das Wandgemälde den 1. Preis im „Kunst am Bau“-Wettbewerb.

## Werke in Sammlungen (Auswahl)
Bayerische Staatsgemäldesammlungen München, Kunstsammlung der Sparkasse Regensburg, Sammlungen des Bundesamtes für Bauwesen und Raumordnung Berlin, Bundesministerium der Justiz in Berlin, Sammlung des Europäischen Patentamts in Den Haag und in München, Kunstsammlung des Bistums Regensburg, Kunstsammlung der Augenklinik Regensburg, Pinakothek der Moderne München, Kunstsammlung der Sparkasse Hegau / Bodensee in Singen, Allianz SE Kunstsammlung München, Sammlung der Museen der Stadt Regensburg, Sammlung der Stadt Regensburg, Sammlung der Technischen Fachhochschule Deggendorf, Bayerisches Wirtschaftsministerium, Sammlung des Bezirks Oberpfalz, Sammlung der Stadt Schwandorf, Sammlung des Finanzamtes Regensburg, Grafik Fondation Vera Röhm in Lausanne. Forum Konkrete Kunst in Jena.